# Playa de Los Castros
La playa de Los Castros es una playa situada en el occidente del Principado de Asturias (España), en el concejo de Valdés y pertenece a la localidad de Cadavedo. Está en la Costa Occidental de Asturias y permanece enmarcada dentro del conocido como Paisaje Protegido de la Costa Occidental de Asturias.

## Descripción
Tiene forma de concha, la longitud media es de unos 200m y una anchura media de unos 15 a 20 m. Su entorno es rural, con un grado de urbanización y una peligrosidad media. El acceso peatonal es inferior a 500 m y es de difícil recorrido. El lecho es cantos rodados y arenas de color tostado y grano medio siendo el grado de ocupación bastante bajo.
Para localizarla hay que tener en cuenta que el pueblo más cercano es Cadavedo. La playa comprende la zona que va desde la «ermita de la Regalina» hasta el extremo nordeste de la cadena montañosa junto al mar. Su acceso es el mismo que el de la Playa de Churín ya que Los Castros es la continuación hacia el este de la de Churín. Como la bajada es sumamente peligrosa, se recomiendan otras actividades de menos riesgo como son ver y fotografiar los paisajes desde la ermita de la Regalina, aistir a las fiestas de «La Regalina», declarada «Fiesta de Interés Turístico Regional».